# ان‌جی‌سی ۱۶۱
ان‌جی‌سی ۱۶۱ (انگلیسی: NGC 161) نام یک کهکشان عدسی در صورت فلکی نهنگ است.